# Alberta Hunter
Alberta Hunter (Memphis, Tennessee, 1 d'abril de 1895 - Nova York, 17 d'octubre de 1984) va ser una cantant i compositora estatunidenca de jazz i blues des de principis dels anys vint fins a finals dels cinquanta del segle xx. Després de passar vint anys treballant com a infermera, Hunter va reprendre la seva carrera de cantant el 1977.

## Primers anys
Era filla de Laura Peterson, que treballava com a minyona a Memphis, i de Charles Hunter, un porter de Pullman, tot i que mai va conèixer el seu pare. Va assistir a la Grant Elementary School, a Memphis.
Va tenir una infància difícil. La seva mare, que mantenia la família, es va tornar a casar el 1906. Aleshores ella va marxar a Chicago, Illinois, quan encara era una nena, amb l'esperança de convertir-se en una cantant pagada; havia sentit que es cobraven 10 dòlars per setmana. En lloc de trobar feina com a cantant, va haver de posar-se a treballar en una pensió que pagava sis dòlars a la setmana, amb allotjament i manutenció. La mare de Hunter s'hi anà a retrobar poc després.

## Carrera

### Primers anys: 1910-1940
Alberta Hunter va començar la seva carrera com a cantant en un bordell i aviat va començar a cantar en clubs. El 1914 estava rebent lliçons d'un destacat pianista de jazz, Tony Jackson, que la va ajudar a ampliar el repertori i a compondre les seves pròpies cançons.
Encara era adolescent quan es va establir a Chicago. Part de la seva primera carrera la va passar cantant a Dago Frank, un bordell. Després va cantar al saló d'Hugh Hoskin i, finalment, a molts bars de Chicago.
Una de les seves primeres experiències notables com a artista va ser al Panama Club, un club de propietat blanca amb una clientela només blanca que tenia una cadena amb locals a Chicago, Nova York i altres grans ciutats. La primera actuació de Hunter allà va ser en una sala de dalt, lluny de l'acte principal; així, va començar a desenvolupar-se com a artista davant d'un públic de cabaret. «La gent no es quedava a baix. Pujaven a dalt per escoltar-nos cantar el blues. Allà és on em vaig estar, on inventava versos i cantava, i anava tirant endavant». Molts afirmen que el seu atractiu es basava en el do que tenia per improvisar lletres per satisfer el públic. La seva gran oportunitat va arribar quan la van contractar al Dreamland Cafe, cantant amb King Oliver i la seva banda.
Des d'algunes de les feines més baixes de la ciutat arribà a cap de cartell al club més prestigiós per a cantants negres, el Dreamland Ballroom, amb un contracte de cinc anys, a partir del 1917, i un sou que ja ascendia a 35 dòlars setmanals.
Va fer una primera gira per Europa el 1917, actuant a París i Londres. Els europeus la van tractar com una artista, mostrant-li respecte i fins i tot reverència, un fet que li va causar una gran impressió.
La seva carrera com a cantant i compositora va florir als anys 1920 i 1930, cantant en clubs i en escenaris de musicals tant a Nova York com a Londres. Les cançons que va escriure inclouen la tan aclamada per la crítica «Downhearted Blues» (1922).

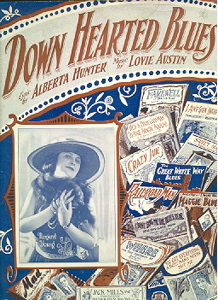
Portada de la partitura de «Down Hearted Blues»

Hunter va fer molts enregistraments amb diverses discogràfiques durant la dècada de 1920, començant amb sessions per a Black Swan el 1921, Paramount el anys 1922–1924, Gennett el 1924, OKeh el 1925–1926, Victor el 1927 i Columbia el 1929. Mentre encara treballava per a Paramount, també va gravar per a Harmograph Records amb el pseudònim de May Alix. De 1922 a 1927, va gravar diversos discos amb Perry Bradford.
Hunter va escriure «Downhearted Blues» amb Lovie Austin i va gravar el tema per a la Paramount Records. Va rebre només 368 dòlars en drets d'autor perquè Williams havia venut en secret els drets d'enregistrament a Columbia Records en un acord pel qual  els cobrà íntegrament ell. La cançó es va convertir en un gran èxit per a Columbia, amb Bessie Smith com a vocalista, i el disc va vendre gairebé un milió de còpies. Quan Alberta Hunter va saber què havia fet Williams, va deixar de gravar per a ell.
El 1927, durant una gira europea, va interpretar el paper principal de Queenie, a la producció londinenca de Show Boat (1928), al costat de Paul Robeson. Posteriorment va actuar en discoteques d'arreu d'Europa i per a la temporada d'hivern de 1934 amb l'orquestra de Jack Jackson al Dorchester, a Londres. Un dels seus enregistraments amb Jackson és «Miss Otis Regrets».

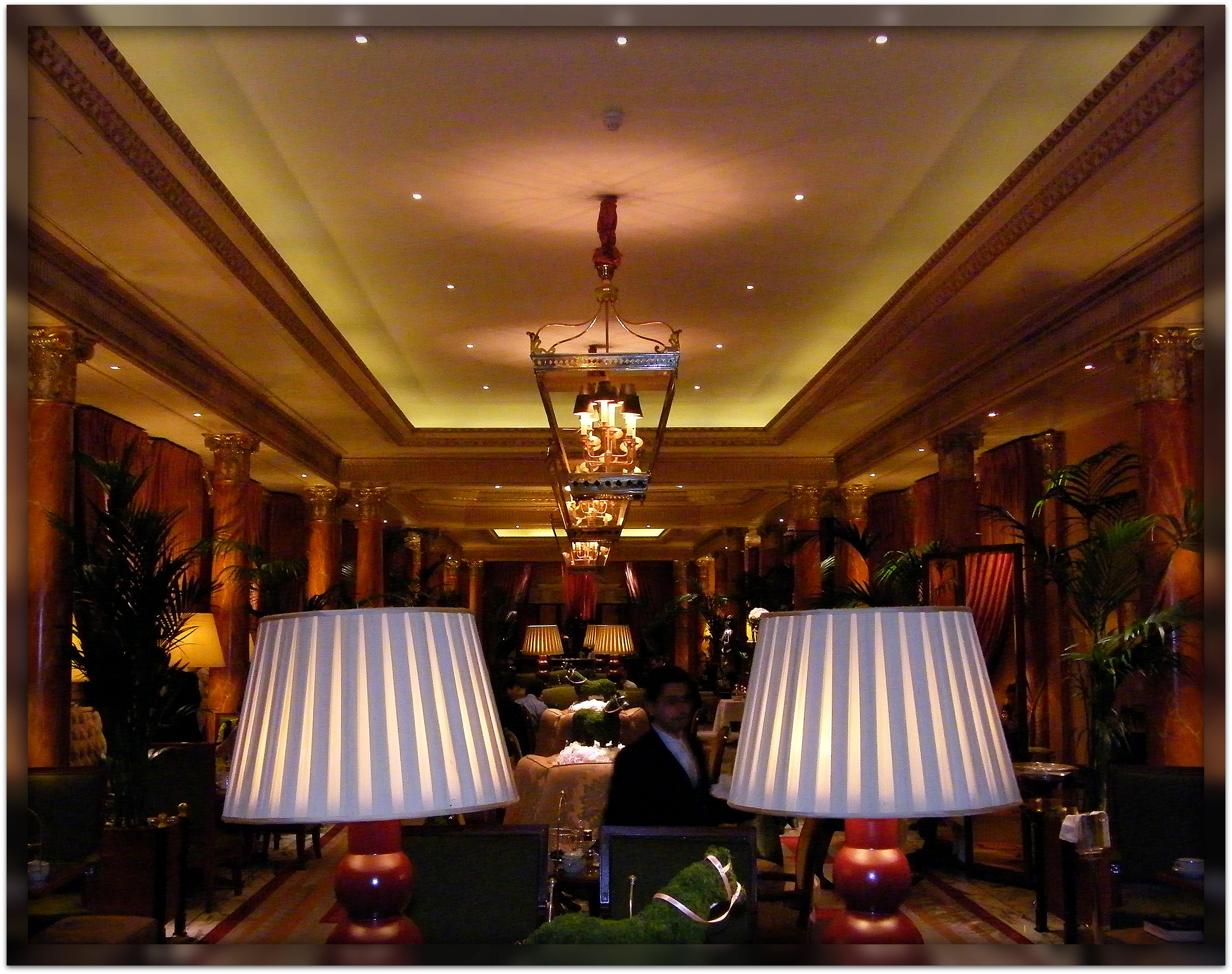
El Dorchester, a Londres

Mentre cantava al Dorchester, va fer diversos enregistraments a HMV amb l'orquestra i va aparèixer a Radio Parade of 1935 (1934), la primera pel·lícula teatral britànica. Fins a finals de la dècada de 1930 va atendre compromisos a banda i banda de l'Atlàntic i fins a principis de la dècada de 1940 actuant a casa seva.
Finalment es va traslladar a la ciutat de Nova York. Va actuar amb Bricktop i va gravar amb Louis Armstrong i Sidney Bechet. Amb un cor de duet vocal entre Clarence Todd i ella mateixa, «Cake Walking Babies (From Home)», amb Bechet i Armstrong, va ser un altre dels seus grans èxits, gravat el desembre de 1924 durant la seva estada a la ciutat de Nova York. Va continuar actuant a banda i banda de l'Atlàntic fins a la mort de la seva mare, el 1957, fet que la va portar a buscar un canvi radical de carrera.

### Jubilació: finals de la dècada de 1950-1970
Alberta Hunter va sentir que l'atractiu d'actuar s'havia acabat per a ella. Es va amagar anys, es va «inventar» un títol de batxillerat i es va matricular a l'escola d'Infermeria, per iniciar-se en una carrera sanitària, amb la qual va treballar durant 20 anys al Goldwater Memorial Hospital de Roosevelt Island.
L'hospital va obligar Hunter a retirar-se perquè creia que ja tenia 70 anys. En realitat en tenia 82, i va decidir tornar a cantar. Ja havia fet un breu retorn en actuar en dos àlbums a principis dels anys seixanta, però ara tenia un compromís habitual en un club de Greenwich Village, convertint-s'hi en una atracció fins a la seva mort, l'octubre de 1984.

### Tornada: dècades de 1970-1980
Encara treballava al Goldwater Memorial Hospital el 1961 quan es va convèncer per participar en dos enregistraments. El 1971 va ser gravada en vídeo per a un segment d'un programa de televisió danès i va gravar una entrevista per a la Smithsonian Institution.
L'estiu de 1976, va assistir a una festa per a la seva amiga de molt de temps Mabel Mercer. L'agent de relacions públiques de música Charles Bourgeois va demanar a Hunter que cantés i la va connectar amb el propietari de la Cafe Society, Barney Josephson, que li va oferir un compromís limitat al seu club de Greenwich Village, The Cookery. La seva aparició de dues setmanes allà va tenir un gran èxit, convertint-se en un compromís de sis anys i un renaixement de la seva carrera musical.
Impressionat amb l'atenció que li va prestar la premsa, John Hammond va contractar Hunter per a Columbia Records. Els seus àlbums d'aleshores van serThe Glory of Alberta Hunter, Amtrak Blues (en què cantava el clàssic del jazz «Darktown Strutters' Ball») i Look For the Silver Lining. També va fer aparicions en programes de televisió i va tenir un paper a Remember My Name, una pel·lícula de 1978 d'Alan Rudolph, per a la qual va rebre l'encàrrec de crear i interpretar la música de la banda sonora.

## Vida personal
El 1919, Hunter es va casar amb Willard Saxby Townsend, però el matrimoni va durar poc. Es van separar perquè el seu marit li volia fer deixar la seva carrera i ella no hi va accedir. Es van divorciar el 1923.
A partir d'aleshores va mantenir la seva sexualitat relativament privada. L'agost de 1927 va embarcar cap a França, acompanyada de Lottie Tyler; s'havien conegut a Chicago uns anys abans i la seva relació va durar fins a la mort de Tyler, molts anys després.
La vida de Hunter es va documentar a Alberta Hunter: My Castle's Rockin' (pel·lícula de televisió de 1988), un documental escrit per Chris Albertson i narrat pel pianista Billy Taylor, i a Cookin' at the Cookery, un musical biogràfic de Marion J. Caffey, que ha recorregut els Estats Units els darrers anys amb Ernestine Jackson en el paper d'Alberta Hunter. La vida i la relació de Hunter amb Lottie Tyler estan representades a l'obra Leaving the Blues, de Jewelle Gomez, produïda el 2020. Rosalind Brown interpreta el paper d'Alberta Hunter a Leaving the Blues.
Alberta Hunter va ser inclosa al Blues Hall of Fame el 2011 i al Memphis Music Hall of Fame el 2015. L'àlbum de retorn de Hunter, Amtrak Blues, va ser premiat pel Blues Hall of Fame el 2009.

## Discografia
- 1921-23 - Complete Recorded Works Vol. 1 (1921-1923) (Document Records)
- 1923-24 - Complete Recorded Works Vol. 2 (1923-1924) (Document Records)
- 1924-27 - Complete Recorded Works Vol. 3 (1924-1927) (Document Records)
- 1927-46 - Complete Recorded Works Vol. 4 (1927-1946) (Document Records)
- 1921-24 - Complete Recorded Works Vol. 5 Alternate Takes (1921-1924) (Document Records)
- 1921-40 - The Alberta Hunter Collection (Acrobat, 2017 4-CD box set)
- 1934 - The Legendary Alberta Hunter: The London Sessions 1934 (DRG, 1991)
- 1961 - Chicago: The Living Legends (amb Lovie Austin's Blues Serenaders) (Riverside/OBC 1961)
- 1962 - Songs We Taught Your Mother (amb Lucille Hegamin i Victoria Spivey) (Prestige/Bluesville, 1962)
- 1977 - Remember My Name (Columbia, 1978)
- 1978 - Amtrak Blues (Columbia, 1980)
- 1982 - The Glory of Alberta Hunter (Columbia, 1982)
- 1983 - Look for the Silver Lining (Columbia, 1983)
- 1988 - Downhearted Blues: Live at the Cookery (Varèse Sarabande, 2001)

## Filmografia
- Goldman, Stuart A.; Albertson, Chris; Taylor, Billy; Hunter, Alberta; Churchill, Jack; Cohen, Robert M.; Alfier, Mary (2001). Alberta Hunter: My Castle's Rockin'. Nova York: Veure vídeo. Documental d'actuació de 1988.[24] OCLC 49503904OCLC 49503904 .
- Santee, Clark; Santee, Delia Gravel; Conover, Willis; Hunter, Alberta; Allen, Gary (2005). Alberta Hunter Jazz a l'Smithsonian. Shanachie Entertainment. Actuació en directe al Baird Auditorium de la Smithsonian Institution el 29 de novembre de 1981.ISBN 978-1-561-27270-9ISBN 978-1-561-27270-9 .OCLC 58996219OCLC 58996219 .